# Fortitudo Agrigento
El Fortitudo Agrigento, conocido también por motivos de patrocinio como Moncada Solar Agrigento, es un equipo de baloncesto italiano con sede en la ciudad de Agrigento, Sicilia. Compite en la Serie A2 Oeste, la segunda división del baloncesto en Italia. Disputa sus partidos en el PalaMoncada, con capacidad para 3.200 espectadores.

## Nombres
- Fortitudo Agrigento

(2007-2008)
- Moncada Solar Agrigento

(2008-)

## Posiciones en Liga
| Temporada | Nivel | Liga            | Pos. | J     | PL   | Resultado        |
| --------- | ----- | --------------- | ---- | ----- | ---- | ---------------- |
| 2011-12   | 4     | DNB             | 1    |       |      | Ascenso          |
| 2012-13   | 3     | DNA             | 3    |       |      |                  |
| 2013-14   | 4     | DNA             | 1    | 22-6  | 0-3  | Ascenso          |
| 2014-15   | 2     | Serie A2 Silver | 8    | 21-9  | 1-2  |                  |
| 2015-16   | 2     | Serie A2        | 6    | 17-13 | 11-4 | Finalista        |
| 2016-17   | 2     | Serie A2        | 4    | 17-13 | 1-3  | Octavos de final |
| 2011-18   | 2     | Serie A2        | 7    | 15-15 | 0-3  | Octavos de final |

fonte:eurobasket.com

## Palmarés
- Campeón de los Play-Offs Nazionale B Grupo C (2012)
- Subcampeón de la LNP Gold (2015)

## Jugadores destacados
| - Marco Cardillo - Roberto Chiacig - Fabio Mian - Dave Dudzinski |  | - Kwame Vaughn - Pendarvis Williams - / Mattia Udom |